# Claus Hardt
Claus Hardt (* 15. Juni 1925 in Deutschland; † 8. Juli 2014 in Los Angeles, Vereinigte Staaten) war ein deutscher Journalist, Drehbuchautor, Herstellungsleiter und Filmproduzent.

## Leben
Hardt hatte sich nach dem Zweiten Weltkrieg in München niedergelassen und dort als Journalist bzw. Filmjournalist zu arbeiten begonnen. 1954 war er erstmals (als ungenannter Drehbuchbearbeiter bei dem von Ernst von Salomon geschriebenen Kriegsfilmklassiker 08/15) aktiv an einer Kinoproduktion beteiligt. Im Jahr darauf wirkte er als Dialogautor (bei Gesperrte Wege) und nunmehr auch genannter Drehbuchautor (u. a. bei O. W. Fischers Ich suche Dich) beim Film. 1956 arbeitete Hardt erneut mit Fischer (bei dem Melodram Mein Vater, der Schauspieler) zusammen und übernahm zum ersten Mal auch den Posten eines Herstellungsleiter. Anschließend wirkte er in diesem Bereich bis zum Ende der 1950er Jahre für unterschiedliche Firmen (u. a. Divina und Kurt Ulrich).
Auf diesem Weg in den Produktionsbereich gestoßen, gründete Hardt 1960 mit dem Autorenkollegen Utz Utermann die gemeinsame Filmproduktionsfirma TV-60, die in den folgenden drei Jahren zum Teil sehr erfolgreich ("Pater Brown"-Filme) Kinoproduktionen mit Heinz Rühmann umsetzte. Nach 1963 entstanden dort jedoch kaum mehr Kinofilme. 1978 wurde die Firma in TV60Filmproduktion GmbH umgewandelt. Anstelle des ausgeschiedenen Utermann kam Hardts Kollege Bernd Burgemeister hinzu. Hardt wiederum schied 1991 aus dieser Firma aus. Claus Hardt war auch Gründer und langjähriger Vorsitzende des Bundesverbandes Deutscher Fernsehproduzenten, einer der drei Gründungsverbände der Allianz Deutscher Produzenten – Film & Fernsehen. Seine erste Ehefrau (ab 1955) war die Journalistin Lore Augstein, Rudolf Augsteins erste Gattin.

## Filmografie (Auswahl)
als Herstellungsleiter oder Filmproduzent, wenn nicht anders angegeben
- 1955: Gesperrte Wege (Camino cortado) (Dialoge der dt. Fassung)
- 1955: Ich weiß, wofür ich lebe (Co-Drehbuch)
- 1955: Ich suche Dich (nur Co-Drehbuch)
- 1956: Mein Vater, der Schauspieler (auch Co-Drehbuch)
- 1957: Nachts, wenn der Teufel kam
- 1957: Wir sehen mit unseren Augen – Rußland heute (Dokumentarfilmregie)
- 1958: Der Pauker
- 1959: Liebe auf krummen Beinen
- 1960: Mein Schulfreund
- 1960: Das schwarze Schaf
- 1961: Mörderspiel
- 1961: Max, der Taschendieb
- 1962: Flying Clipper – Traumreise unter weißen Segeln (Dokumentarfilm)
- 1962: Er kann’s nicht lassen
- 1963: Meine Tochter und ich
- 1963: Vorsicht Mister Dodd
- 1964: Sergeant Dower muß sterben (Fernsehfilm)
- 1965: Apfelsinen (Fernsehfilm, Drehbuch)
- 1967: Kurzer Prozeß
- 1980: Fantomas (Fernsehmehrteiler)
- 1983: Mich wundert, daß ich so fröhlich bin (Fernsehfilm, Co-Drehbuch)
- 1986: Für immer Lulu
- 1988: Anna – Der Film